# Büssü
Büssü község Somogy vármegyében, a Kaposvári járásban.

## Fekvése
Somogy vármegye közép-keleti részén, a Baté–Igal közti 6503-as út nagyjából felénél helyezkedik el, mindkét említett településtől körülbelül 11-11 kilométerre. Határos községek Kisgyalán, Gölle, Fonó és Zimány.

## Története
Büssü és környéke már az őskorban is lakott hely lehetett, erről tanúskodnak a  község határában, a Górdombon, talált kőbalták és házieszközök. A mai Büssü területe, lakott volt az ókorban is. Az itt talált római kori emlékek közül említést érdemel a páfrányosi mező római temetője, de az 1880-as években is találtak egy római kori sírt a paperdei mezőben.
Büssü nevét már az Árpádok korában is említette oklevél. Neve 1275-ben fordult elő először az oklevelekben Bese, Bösö neveken.
1289-ben a királynéi praecok (hirdetők) földje volt.
1362-ben Beuseu, 1408-ban Besew alakban fordult elő. 1449-ben a Bocskai család is Besew-i előnévvel szerepelt.
1536-ban az adólajstromban Beesew alakban fordult elő és ekkor Nagy Antal és Zolthay Gáspár voltak a földesurai.
1573-1574 és 1575-ben felvett török kincstári adólajstromokban Bösö néven említették, de ekkor már csak 8 házból állt.
1598-1599-ben Büssünek Pethő Kristóf volt a birtokosa.
1562-ben Mezőlaki Zámbó Imre nyert új adományt Büssü és Báté helységekre és Bécz-pusztára.
1610-ben Zámbó István Alya Mátyással, Zámbó Ferenczczel és Plakovich Jánossal egyezkedik e birtokok fölött.
1701-ben a Zámbó örökösök Büssü, Báté és Bécz birtokokat a Laczkó családnak örökbe vallják a győri káptalan előtt.
Az 1715 évi összeírás szerint is a Laczkó családé volt Bátéval együtt.
1721-ben III. Károly király Büssü és Báthé birtokokat, továbbá Bécz-pusztát, a babocsai uradalommal együtt, gróf Rindsmaulné szül. Neudeck Mária Katalinnak adományozta.
1729-ben Kobenzl grófné, szül. gróf Rindsmaul Karolina Büssü, Báthé birtokait és Bécz-pusztát Gyulai Gaal Gábornak adta el. Ez időtől kezdve a Gyulai Gaal család birtokos Büssün. Gyulai Gaal Gábor 1741 augusztus 28-án új adományt nyert Mária Terézia királynőtől Büssü, Báté helységekre és Béczpusztára. Gaal Gábornak 1754-ben bekövetkezett halála után Büssüt, Báthét és Bécz-pusztát fiai: Antal és Kristóf örököltél, a kik később vétel útján Kazsok községet és Uzd-pusztát szerezték meg.
Gaal Antal egyetlen fia, János, 18 éves korában elhalt, leányai pedig az uzdi pusztát kapták örökrészül, Büssü, Báthé és Bécz Gaal Gábor fiaira szállott. Gaal Kristóf fiai, István és György, 1808-ban a családtól 20 évre, zálogba vették az Antal-féle részt, melyet 1838-ban örök áron megvásároltak. A két testvér akként osztozott meg, hogy Büssü és Bécz egy része Gaal Istvánra, Báthé, Kazsok és Bécz másik része Gaal Györgyre szállott. Gaal István halála után (1863) Büssüt Gusztáv örökölte. Utána 1900-ban fiai, Gyula és István, a szomszédos patalomi birtokot szerezték meg, melyen megosztoztak.
A 20. század elején Gaal Gyula örököseinek és Gaal István cs. és kir. kamarásnak volt itt nagyobb birtoka. A községbeli kastélyt 1760-ban özvegy Gaal Gáborné építtette Antal fia számára.
1810 május 8-án a helység vásárszabadalmat nyert.
A 20. század elején Somogy vármegye Igali járásához tartozott.
1910-ben 951 lakosából 943 magyar, 8 német volt. Ebből 591 római katolikus, 343 református, 10 izraelita volt.
A mai Büssü községtől éjszaknyugatra a pusztatemplom-dűlőben feküdt egykor Bécz falu is:

### Bécz
Az egykori falu templomának alapfalait 1882 körül ásták ki. A fennmaradt hagyományok szerint, az 1514 évi pórlázadás alkalmával, az utolsó ütközetek egyike az egykori Bécz községtől északra elnyúló fennsíkon folyt le, ekkor elpusztult Bécz is, és lakosai az erdőkbe menekültek. E pusztulás után alapították a mai Büssü községet. Bécz ettől kezdve pusztai birtokként szerepelt.

## Közélete

### Polgármesterei
- 1990–1994: Szegvári József (független)[3]
- 1994–1998: Szegvári József (független)[4]
- 1998–2002: Szegvári József (független)[5]
- 2002–2006: Szegvári József (független)[6]
- 2006–2010: Szegvári József Ferenc (független)[7]
- 2010–2014: Szegvári József Ferenc (független)[8]
- 2014–2019: Szegvári József Ferenc (független)[9]
- 2019–2024: Szegvári József (független)[10]
- 2024– : Szegvári József (független)[1]

A településen a 2024. június 9-i önkormányzati választás után, a polgármester-választás tekintetében nem lehetett eredményt hirdetni, mert szavazategyenlőség alakult ki a hivatalban lévő polgármester, Szegvári József és egyik független kihívója, Hegedűs Zoltán között. Az emiatt szükségessé vált időközi választást 2024. szeptember 8-án tartották meg, valamivel magasabb arányú választói részvétel mellett, ami Szegvári Józsefnek kedvezett.

## Népesség
A település népességének változása:
| Lakosok száma | 400  | 379  | 405  | 371  | 343  | 344  | 341  |
|               | 2013 | 2014 | 2015 | 2021 | 2022 | 2023 | 2024 |

A 2011-es népszámlálás során a lakosok 96,7%-a magyarnak, 44% cigánynak, 1% németnek, 0,5% bolgárnak, 0,3% szlováknak mondta magát (2% nem nyilatkozott; a kettős identitások miatt a végösszeg nagyobb lehet 100%-nál). A vallási megoszlás a következő volt: római katolikus 72,4%, református 3,3%, evangélikus 0,3%, görögkatolikus 1,3%, izraelita 0,3%, felekezet nélküli 15,6% (6,1% nem nyilatkozott).
2022-ben a lakosság 76,4%-a vallotta magát magyarnak, 48,7% cigánynak, 5,2% németnek, 0,3% ruszinnak, 0,3% horvátnak, 2,6% egyéb, nem hazai nemzetiségűnek (17,5% nem nyilatkozott; a kettős identitások miatt a végösszeg nagyobb lehet 100%-nál). Vallásuk szerint 37,6% volt római katolikus, 1,7% református, 0,6% evangélikus, 0,2% görög katolikus, 1,5% egyéb keresztény, 11,1% felekezeten kívüli (47,5% nem válaszolt).

## Nevezetességei
- Pongrácz-kúria
- Római katolikus kápolna - özvegy Gaal Gáborné, szül. Garamveszelei Kazy Júlia és fia, Antal, 1764-ben építtették. A kápolna egész felszerelése a feloszlatott pálos szerzetesrend pécsi rendházából került ide.
- Református temploma - 1791-ben épült.